# Monteil-expeditie

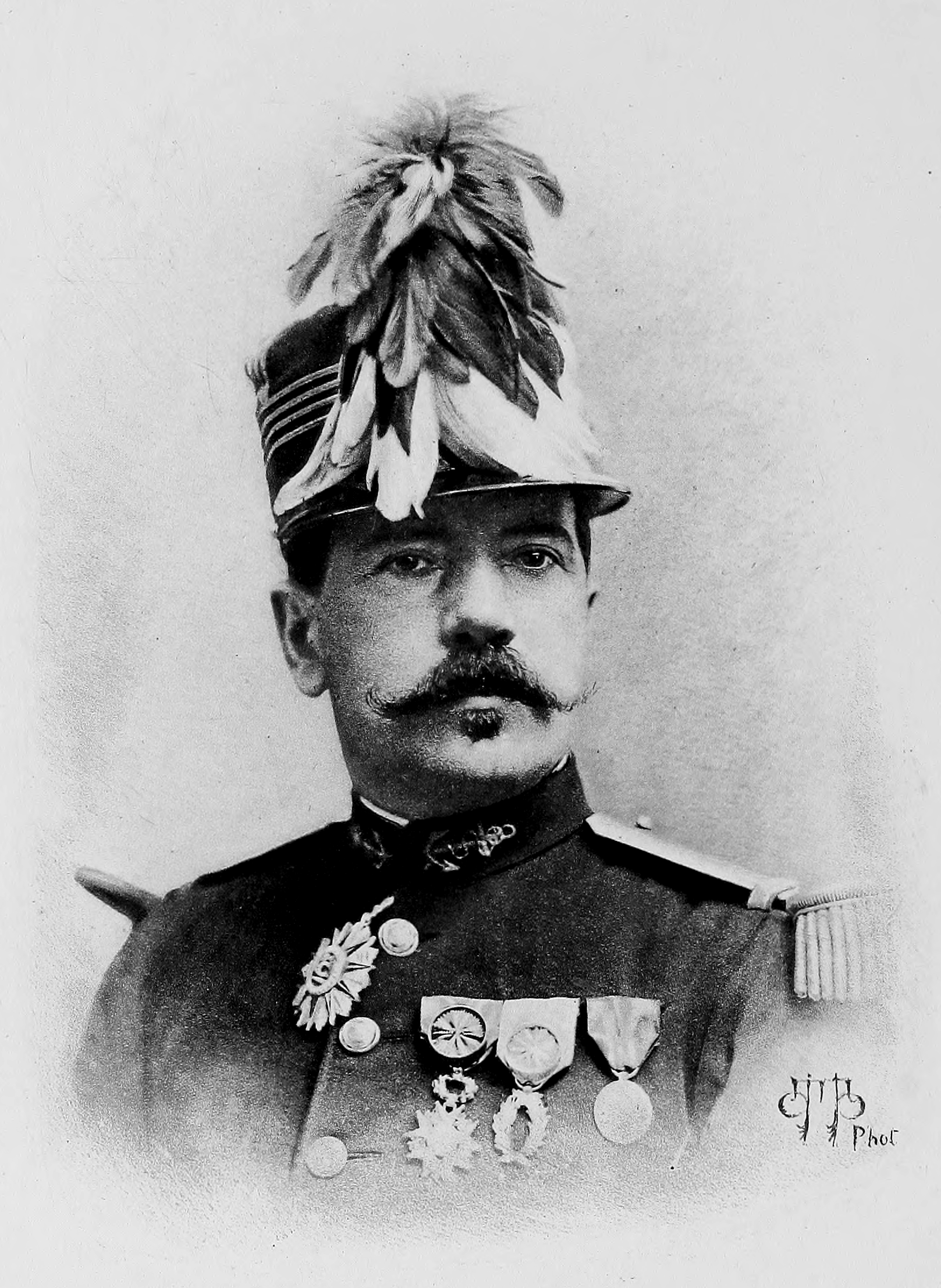
Parfait-Louis Monteil

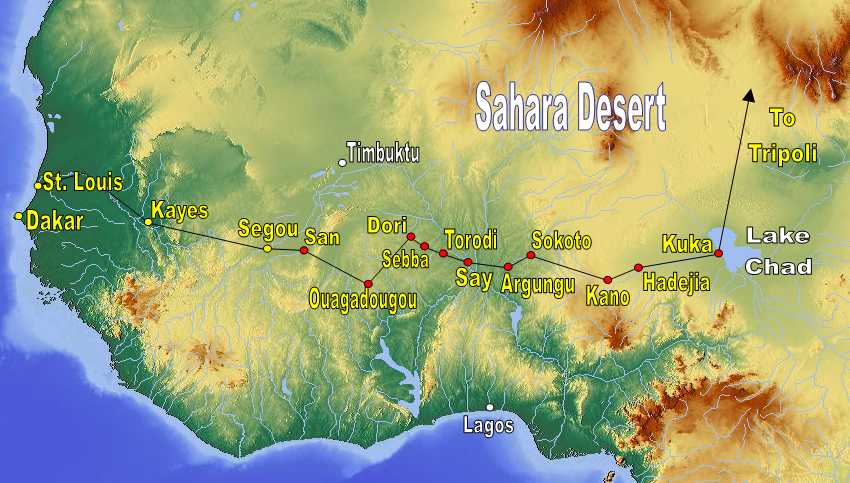
Route gevolgd door Monteil door West-Afrika

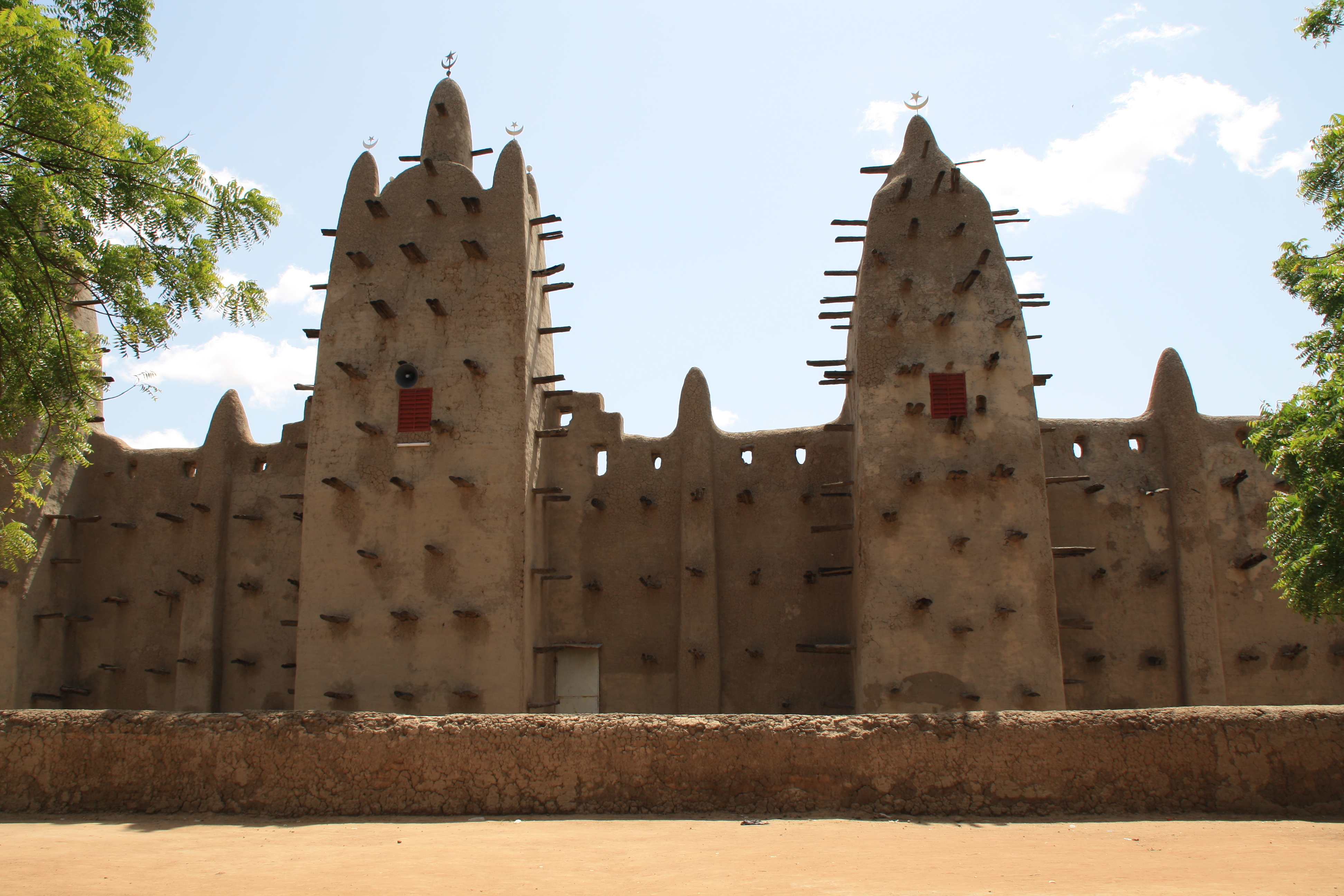
Historische moskee in San

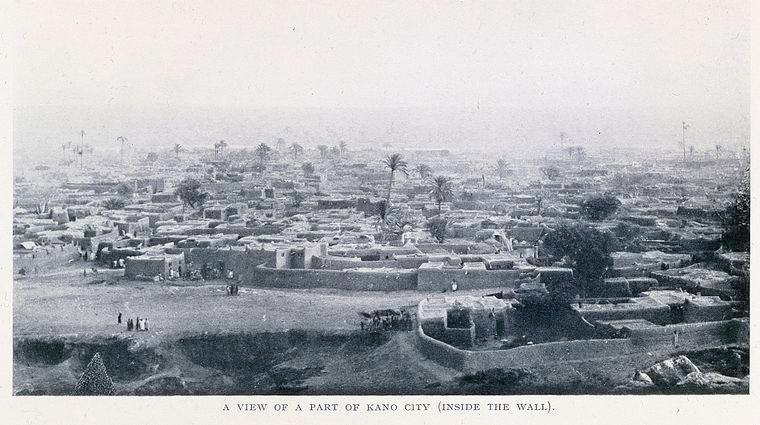
Kano in 1911

De Monteil-expeditie was een Franse expeditie door West-Afrika, van de kust van Senegal tot het Tsjaadmeer. Het ging zowel om een ontdekkingsreis als om een diplomatieke missie, die werd geleid door de Franse officier Parfait-Louis Monteil. De reis duurde van 9 oktober 1890 tot augustus 1892, waarna de expeditieleden met een karavaan door de Sahara naar Tripoli in Libië reisden.

## Doelstellingen
Op 5 augustus 1890 werd een verdrag gesloten tussen Frankrijk en Groot-Brittannië dat de invloedssfeer van beide landen in West- en Centraal-Afrika vastlegde. Het doel van de expeditie was om voor het eerst heel West-Afrika te doorkruisen van Say (in het huidige Niger) tot het Tsjaadmeer en verdragen te sluiten met de plaatselijke machthebbers. Als vetrekpunt werd niet gekozen voor Grand-Bassam in Ivoorkust maar voor Saint-Louis in Senegal. Senegal was een Franse kolonie en luitenant Parfait-Louis Monteil (1855-1925) had hier al gediend vanaf 1877. Het Tsjaadmeer was een grens tussen de Franse en de Engelse invloedssfeer en bedoeling was om de plaatselijke leiders hier zo snel mogelijk aan Frankrijk te binden. Monteil wist steun te krijgen van het Franse ministerie van Koloniën voor zijn geplande reis.

## Leden
Naast Monteil reisde ook Armand-Victor Badaire mee als hoofd van het konvooi die instond voor de logistiek. Hij werkte op het ministerie van Koloniën en was nog niet eerder in Afrika geweest. Als tolk en als secretaris ging Rosnoblet mee, die Arabisch kon spreken en schrijven. Maar hij bleek ter plaatse niet opgewassen tegen zijn taken en werd al snel ziek teruggestuurd. Hij werd vervangen door de Wolof Makoura Seck, die verschillende West-Afrikaanse talen en Arabisch sprak, maar het niet kon schrijven. Voor het opstellen van de diplomatieke documenten in het Arabisch moest dus beroep worden gedaan op plaatselijke mensen.
Monteil koos voor een beperkt gewapend escorte van tien man, genoeg om rovers af te schrikken en klein genoeg om niet als bedreiging over te komende bij de plaatselijke heersers en zo de diplomatieke missie niet in gevaar te brengen. Een kleine groep kon ook gemakkelijker ter plaatse voeding kopen, in plaats van voorraden te moeten meedragen. De meeste van die soldaten waren Bambara die waren gerekruteerd in Senegal. De dragers, een twintigtal, werden per etappe gerekruteerd.

## Expeditie
De expeditieleden vertrokken vanuit de haven van Bordeaux op 20 september 1890. Ze kwamen aan in de haven van Saint-Louis in Senegal. Die stad verlieten ze op 9 oktober. Op 20 december staken ze de bovenloop van de Niger over bij Ségou-Sikoro en verlieten zo het gebied dat onze de werkelijke controle van Frankrijk stond. In januari 1891 was Monteil in San (in het huidige Mali) aan een zijrivier van de Niger. Daar werd een eerste verdrag getekend met de plaatselijke machthebber. Vervolgens reisde hij naar Kinian in het koninkrijk Tiéba. Daar ontmoette hij de Franse ontdekkingsreizigers Fernand Quiquandon (1857-1938) en François Crozat (1858-1893). Via Lanfiéra bereikte Monteil op 21 april Ouagadougou (in het huidige Burkina Faso) in het koninkrijk Mossi. Verder dan deze stad waren Franse ontdekkingsreizigers als Crozat en Louis-Gustave Binger (1856-1936) nog niet geweest.
Van hieruit reisde Monteil naar het noorden, via Ouégou naar Dori. Dan trok hij verder naar het oosten, naar Say, dat al eerder was aangedaan door de Duitse ontdekkingsreiziger Heinrich Barth (1821-1865). Eind augustus staken ze de Niger over en kwamen ze aan in Dosso, hoofdstad van het koninkrijk Guerma. Dan volgden Guiouaé, Kebbi en Sokoto (in het huidige Nigeria) op 18 oktober. In al deze steden werden verdragen tussen de plaatselijke heersers en Frankrijk getekend. Na enkele dagen rust reisde Monteil verder via Kaura, Aidja en Massua naar Kano, het eindpunt van verschillende karavaanroutes vanuit Noord-Afrika. Hier verbleef Monteil twee maanden om een handelsverdrag met de sultan van Sokoto te regelen.
Op 19 februari 1892 vertrok de expeditie uit Kano naar het koninkrijk Bornu. Ze reisden langs Goummel, Surrikolo, Madia, Bargui, Borsari en Kalilua. Aangekomen in Bornu werd hij opgewacht door ruiters met lansen. Op 10 april kwam hij aan in Kuka (het huidige Kukawa) aan het Tsjaadmeer. Daar werd hij door een grote menigte onthaald en twee dagen later kreeg hij een audiëntie bij de sultan van Bornu. Daar overhandigde hij brieven  van de Franse regering en een Arabisch exemplaar van de Duizend-en-een-nacht. De expeditie verbleef vier maanden in de stad terwijl ze wachtten op een karavaan om door de Sahara naar het noorden te reizen. Ze vertrokken op 15 augustus en passeerden op de 22e Barroua aan de noordelijke oever van het Tsjaadmeer. Via Tripoli reisde de expeditieleden per schip terug naar Frankrijk.

## Resultaten
In de Revue du Cercle militaire (1893) deed Monteil verslag van zijn expeditie. Hij ontving in 1893 ook de gouden medaille van de Franse Société de géographie. Hij werd geprezen omdat hij zijn missie had volbracht zonder een schot te lossen, door enkel te vertrouwen op diplomatie. Hij bracht waardevolle observaties op etnografisch en geografisch gebied terug. Hij had meer dan 2.000 km afgelegd langs wegen waar nog geen Europeaan was gegaan. Hij ontkrachtte bijvoorbeeld de mythe van een rijke cultuur rond het Tsjaadmeer.
Op koloniaal vlak waren vooral de verdragen met de volken in de bocht van de Niger (in het huidige Mali) belangrijk: San, Boussoura, Lanfiera, Dori, Zebba, Ouro-Gueladjio en Say. Deze verdragen werden in 1895 geratificeerd door Frankrijk en meegedeeld aan Groot-Brittannië. Ze waren een belangrijke stap voor de oprichting van Frans-West-Afrika in datzelfde jaar. Met de sultan van Sokoto kon enkel een handelsverdrag worden afgesloten, teneinde het akkoord met de Britten van 1890 niet te schenden. Monteil slaagde er niet in een verdrag af te sluiten met de sultan van Bornu.